# Communauté de communes Combe du Val-Brénod
La communauté de communes Combe du Val-Brénod est une ancienne communauté de communes regroupant sept communes situées dans l'Ain.

## Historique
- 31 décembre 2013 : disparition par fusion dans la communauté de communes du Haut Bugey.
- 11 décembre 2007 : Transformation du sivom de la combe du Val en communauté de communes
- 8 octobre 2007 : rajout de compétences complémentaires
- 21 juin 2002 : élaboration, approbation, suivi et révision du schéma de cohérence territoriale
- 26 novembre 2001 : transformation du syndicat économique des Brous en sivom de la Combe du Val
- 26 novembre 1999 : bureau composé du président et de cinq vice-présidents
- 26 novembre 1999 : création

## Composition
Lors de sa dissolution, elle était composée des communes suivantes :
| Nom                    | Code Insee | Gentilé     | Superficie (km2) | Population (dernière pop. légale) | Densité (hab./km2) |
| ---------------------- | ---------- | ----------- | ---------------- | --------------------------------- | ------------------ |
| Vieu-d'Izenave (siège) | 01441      |             | 23,73            | 683 (2014)                        | 29                 |
| Brénod                 | 01060      | Brénodiens  | 23,79            | 549 (2014)                        | 23                 |
| Chevillard             | 01101      | Savorays    | 6,67             | 157 (2014)                        | 24                 |
| Condamine              | 01112      | Condaminois | 4,64             | 416 (2014)                        | 90                 |
| Izenave                | 01191      | Izelois     | 13,04            | 173 (2014)                        | 13                 |
| Lantenay               | 01206      | Béguélins   | 6,59             | 262 (2014)                        | 40                 |
| Outriaz                | 01282      | Triolins    | 5,91             | 258 (2014)                        | 44                 |

## Compétences
- Activités sportives
- Autres actions environnementales
- Collecte des déchets des ménages et déchets assimilés
- Construction ou aménagement, entretien, gestion d'équipements ou d'établissements culturels, socioculturels, socio-éducatifs, sportifs (obsolète)
- Création, aménagement, entretien et gestion de zone d'activités industrielle, commerciale, tertiaire, artisanale ou touristique
- Traitement des déchets des ménages et déchets assimilés
- Schéma de cohérence territoriale (SCOT)
- Autres

## Pour approfondir